# ヴィトリド・ツェラスキー
ヴィトリド・カルロヴィチ・ツェラスキー（Витольд Карлович Цераский、英語転記：Vitol'd Karlovich Tseraskiy、1849年5月9日 - 1925年5月29日）は、ロシアの天文学者。
1871年にモスクワ大学を卒業すると1916年までモスクワ大学天文台で働いた。1882年からモスクワ大学講師、1889年から教授となり1890年には天文台長になった。天文写真による天体観測、天体測光のパイオニアの一人である。太陽光度の正確な測定を行い太陽表面の下限温度を決定した。シュテルンベルク天文研究所 (Sternberg Astronomical Institute) を組織し天体写真による変光星の系統的な観測を行った。1885年に夜光雲の平均高度を測定した。1911年にはおうし座TX星の変光を発見している。
月のクレーターと小惑星(807)にツェラスキーの名が与えられた。